# Dick Wessel
Richard Michael ‚Dick‘ Wessel (* 20. April 1913 in Milwaukee, Wisconsin, USA; † 20. April 1965 in Studio City, Kalifornien, USA) war ein US-amerikanischer Filmschauspieler.

## Leben und Werk
Dick Wessel wird normalerweise als Charakterdarsteller und Komödiant beschrieben, Hal Erickson meinte dagegen, er habe ein Gesicht wie eine Bulldogge und eine dazu passende Filmpersonalität gehabt. Er hatte bereits mehrere Jahre auf Theaterbühnen hinter sich, als er in den 1930er Jahren nach Hollywood kam. Anfänglich waren seine Rollen sehr klein, doch wurden sie in den 1940ern immer größer. 1946 spielte er den brutalen Mörder Cueball im Film Dick Trace vs. Cueball. Kurz danach wurde bekannt, dass er Märchen schrieb, was als Kontrast wahrgenommen wurde. 1949 wurde er nach Irving Bacon und Eddie Acuff der dritte Darsteller des unglücklichen Briefträgers in den Blondiefilmen. Auffällig, wenn auch nicht im Abspann erwähnt, war die Rolle als Zugingenieur in dem Film In 80 Tagen um die Welt. Erinnerungswert sind auch mehrere Auftritte in Kurzfilmen von Columbia. Insgesamt erschien er in etwa 400 Filmen und Fernsehfilmen.
Ab Anfang der 1950er Jahre bis zu seinem Tod trat Dick Wessel vermehrt auch im Fernsehen auf. Er hatte Gastauftritte in Serien wie Lassie, The Lone Ranger, Fury, 77 Sunset Strip, Perry Mason, Bonanza, Twilight Zone, Auf der Flucht oder Rauchende Colts sowie die reguläre Rolle als Carney in 41 der 44 Folgen der Serie Riverboat.
Kurz nach dem Ende der Dreharbeiten zu seinem letzten Film Geliebter Haustyrann starb Dick Wessel an seinem 52. Geburtstag in seinem Haus in Studio City an einem Herzinfarkt. Er hinterließ eine Frau und eine Tochter. Als Veteran der Marines im Zweiten Weltkrieg wurde er auf dem Fort Rosecrans National Cemetery beerdigt, einem der vom Kriegsveteranenministerium der Vereinigten Staaten verwalteten Friedhöfe.
Synchronisiert wurde Dick Wessel von verschiedenen Sprechern, darunter Hans Emons, Werner Lieven, Kurt Vespermann und Joachim Kerzel.

## Filmografie (Auswahl)

### Filme
- 1935: In Spite of Danger
- 1935: Wir sind vom schottischen Infanterie-Regiment (Bonnie Scotland)
- 1936: The Adventures of Frank Merriwell (Serial)
- 1936: Kleinstadtmädel (Small Town Girl)
- 1936: Half Shot Shooters
- 1936: Blinde Wut (Fury)
- 1936: Ace Drummond (Serial)
- 1937: Ein Cowboy in Afrika (Round-Up Time in Texas)
- 1937: San Quentin (Flucht aus San Quentin)
- 1937: Slim
- 1937: The Game That Kills
- 1937: Borrowing Trouble
- 1938: Vier Leichen auf Abwegen (A Slight Case of Murder)
- 1938: Arson Gang Busters
- 1938: Schnelle Fäuste (The Crowd Roars)
- 1938: Submarine Patrol
- 1938: Chicago – Engel mit schmutzigen Gesichtern (Angels with Dirty Faces)
- 1938: Tarzan auf der Schatzinsel (Hawk of the Wilderness)
- 1939: Zum Verbrecher verurteilt (They Made Me a Criminal)
- 1939: Missing Daughters
- 1939: Hitler – Beast of Berlin
- 1939: Die wilden Zwanziger (The Roaring Twenties)
- 1940: Cafe Hostess
- 1940: Orchid, der Gangsterbruder (Brother Orchid)
- 1940: Nachts unterwegs (They Drive by Night)
- 1940: Das Ultimatum für Bohrturm L 9 (Flowing Gold)
- 1940: Im Taumel der Weltstadt (City for Conquest)
- 1940: The Howards of Virginia
- 1940: So You Won’t Talk
- 1940: The Border Legion
- 1940: Flight Command
- 1941: Schönste der Stadt (The Strawberry Blonde)
- 1941: The Great Train Robbery
- 1941: Das sind Kerle (Men of Boys Town)
- 1941: Akkorde der Liebe (Penny Serenade)
- 1941: Dr. Kildare: Vor Gericht (The People vs. Dr. Kildare)
- 1941: Desert Bandit
- 1941: Herzen in Flammen (Manpower)
- 1941: Dive Bomber
- 1941: Tanks a Million
- 1941: Sein letztes Kommando (They Died with Their Boots On)
- 1941: Dangerously They Live
- 1942: About Face
- 1942: Yankee Doodle Dandy
- 1942: Tarzans Abenteuer in New York (Tarzan’s New York Adventure)
- 1942: Friendly Enemies
- 1942: Enemy Agents Meet Ellery Queen
- 1942: X Marks the Spot
- 1942: Der freche Kavalier (Gentleman Jim)
- 1942: The Traitor Within
- 1943: A Gentle Gangster
- 1943: Einsatz im Nordatlantik (Action in the North Atlantic)
- 1943: False Faces
- 1943: Silver Spurs
- 1944: An American Romance
- 1945: Liebe in der Wildnis (Dakota)
- 1945: What Next, Corporal Hargrove?
- 1945: Straße der Versuchung (Scarlet Street)
- 1946: Der Bandit von Sacramento (In Old Sacramento)
- 1946: In Fast Company
- 1946: Vergessene Stunde (Black Angel)
- 1946: Pardon My Terror (Kurzfilm)
- 1946: Dick Tracy vs. Cueball
- 1947: Blondie’s Big Moment
- 1947: California
- 1947: 13 Rue Madeleine
- 1947: Fright Night (Kurzfilm)
- 1947: Ihre beiden Verehrer (It Happened in Brooklyn)
- 1947: Nervous Shakedown
- 1947: Die lange Nacht (The Long Night)
- 1947: Liebe auf den zweiten Blick (Living in a Big Way)
- 1947: Hectic Honeymoon (Kurzfilm)
- 1947: Fremde Stadt (Magic Town)
- 1947: Hoppla, hier kommt Merton! (Merton of the Movies)
- 1947: Wife to Spare (Kurzfilm)
- 1947: Anklage: Mord (High Wall)
- 1947: Killer McCoy
- 1948: Ein Mann für Millie (The Mating of Millie)
- 1948: Eight-Ball Andy (Kurzfilm)
- 1948: Dieser verrückte Mr. Johns! (The Fuller Brush Man)
- 1948: Rivalen am reißenden Strom (River Lady)
- 1948: The Babe Ruth Story
- 1948: Der Superspion (A Southern Yankee)
- 1948: Pitfall
- 1948: Der Mann mit der Narbe (Hollow Triumph)
- 1948: Der beste Mann der Stadt (Good Sam)
- 1948: Billie Gets Her Man (Kurzfilm)
- 1948: Insel des Grauens (Unknown Island)
- 1948: When My Baby Smiles at Me
- 1949: Die Goldräuber von Tombstone (Bad Men of Tombstone)
- 1949: Spiel zu dritt (Take Me Out to the Ball Game)
- 1949: Tulsa
- 1949: Canadian Pacific
- 1949: Sturmflug (Slattery’s Hurricane)
- 1949: Blondie Hits the Jackpot
- 1949: Gefahr in Frisco (Thieves’ Highway)
- 1949: Heut’ gehn wir bummeln (On the Town)
- 1949: Du warst unser Kamerad (Sands of Iwo Jima)
- 1950: Ein charmanter Flegel (Key to the City)
- 1950: Verfemt (The Kid from Texas)
- 1950: Blondie’s Hero
- 1950: Dizzy Yardbird (Kurzfilm)
- 1950: Varieté-Prinzessin (Wabash Avenue)
- 1950: Beware of Blondie
- 1950: Vater der Braut (Father of the Bride)
- 1950: Mein Freund Harvey (Harvey)
- 1950: Brustbild, bitte! (Watch the Birdie)
- 1951: Gasoline Alley
- 1951: M
- 1951: Grenzpolizei in Texas (The Texas Rangers)
- 1951: Der Fremde im Zug (Strangers on a Train)
- 1951: Ein Amerikaner in Paris (An American in Paris)
- 1951: Stählerne Schwingen (Flying Leathernecks)
- 1951: Corky of Gasoline Alley
- 1951: Karneval in Texas (Texas Carnival)
- 1951: Strandräuber in Florida (The Barefoot Mailman)
- 1952: Die Schönste von New York (The Belle of New York)
- 1952: Die süße Falle (Love Is Better Than Ever)
- 1952: Engel der Gejagten (Rancho Notorious)
- 1952: Young Man with Ideas
- 1952: Mein Herz singt nur für Dich (Because You’re Mine)
- 1952: Nur für Dich (Just for You)
- 1952: Kampf um den Piratenschatz (Blackbeard the Pirate)
- 1953: Gefährliches Blut (The Lawless Breed)
- 1953: Blondinen bevorzugt (Gentlemen Prefer Blondes)
- 1953: Diese Frau vergißt man nicht (Let’s Do It Again)
- 1953: Der Tolpatsch (The Caddy)
- 1953: Unternehmen Panthersprung (Flight Nurse)
- 1954: Formicula (Them!)
- 1955: G.I. Dood It (Kurzfilm)
- 1955: … denn sie wissen nicht, was sie tun (Rebel Without a Cause)
- 1956: Andy Goes Wild (Kurzfilm)
- 1956: In 80 Tagen um die Welt (Around the World in Eighty Days)
- 1956: The Desperados Are in Town
- 1957: Tricky Chicks (Kurzfilm)
- 1959: Die Nervensäge (The Gazebo)
- 1961: Alles in einer Nacht (All in a Night’s Work)
- 1961: Die unteren Zehntausend (Pocketful of Miracles)
- 1963: Ach Liebling … nicht hier! (Wives and Lovers)
- 1963: Der Ladenhüter (Who’s Minding the Store?)
- 1965: Who Goes There? (Fernsehfilm)
- 1966: Geliebter Haustyrann (The Ugly Dachshund)

### Fernsehserien
- 1950: Kleine Spiele aus Übersee (Fireside Theater, Folge 2x28)
- 1953: My Little Margie (Folge 3x13)
- 1953, 1955: The Red Skelton Show (2 Folgen)
- 1953–1957: The Life of Riley (5 Folgen)
- 1954: Abbott und Costello (The Abbott und Costello Show, 2 Folgen)
- 1954: Public Defender (The Public Defender, Folge 1x13)
- 1954: Lassie (Folge 1x13)
- 1954: Mayor of the Town (Folge 1x07)
- 1954, 1956: It’s a Great Life (3 Folgen)
- 1954–1961: The Danny Thomas Show (3 Folgen)
- 1955: Vater ist der Beste (Father Knows Best, Folge 1x14)
- 1955: The Lone Ranger (Folge 4x34)
- 1955: Fury (Folge 1x05)
- 1955: The Lone Wolf (Folge 1x30)
- 1956: December Bride (2 Folgen)
- 1956: Broken Arrow (Folge 1x04)
- 1956: The Adventures of Wild Bill Hickok (Folge 7x13)
- 1957: Telephone Time (Folge 3x02)
- 1957: Trackdown (Folge 1x07)
- 1957: Zorro (Folge 1x08)
- 1958: Wells Fargo (Tales of Wells Fargo, Folge 2x22)
- 1958: Peter Gunn (Folge 1x10)
- 1958, 1964: 77 Sunset Strip (2 Folgen)
- 1959: Colonel Humphrey Flack (Folge 2x24)
- 1959: Lawman (2 Folgen)
- 1959: The Thin Man (Folge 2x30)
- 1959: Perry Mason (Folge 2x30)
- 1959: Hennesey (Folge 1x06)
- 1959–1961: Riverboat (41 Folgen)
- 1961: Bonanza (Folge 2x26)
- 1961: Am Fuß der blauen Berge (Laramie, Folge 2x32)
- 1961: Kleiner Zirkus in Gefahr (Frontier Circus, Folge 1x03)
- 1961, 1963: Tausend Meilen Staub (Rawhide, 2 Folgen)
- 1962: Polizeirevier 87 (87th Precinct, Folge 1x22)
- 1963: Twilight Zone (The Twilight Zone, Folge 5x04)
- 1963: Auf der Flucht (The Fugitive, Folge 1x13)
- 1964: Das große Abenteuer (The Great Adventure, Folge 1x22)
- 1964: Im Wilden Westen (Death Valley Days, Folge 13x04)
- 1965: Dr. Kildare (Folge 4x19)
- 1965: Ben Casey (Folge 4x19)
- 1965: Petticoat Junction (Folge 2x18)
- 1965: Wagon Train (Folge 8x21)
- 1965: Daniel Boone (Folge 1x24)
- 1965: Rauchende Colts (Gunsmoke, Folge 10x34)